# غايزلينغن أن در شتايغه
غايزلينغن أن در شتايغه (بالألمانية: Geislingen an der Steige) هي مدينة، بلدة كبيرة ‏ وبلدة ألمانية تقع في ألمانيا في غوبينغن. يقدر عدد سكانها بـ 27,737 نسمة.

## المدن التوأمة
مدن بيشوفزوردا وMontceau-les-Mines هي مدن توأمة لـغايزلينغن آن در اشتايغه.

## أعلام
- ليديا إيبرهارت
- ماركوس غيسدول
- أندرياس فراي
- ميخائيل كيليان
- كاي أوزوالد
- بيتر كريغر